# The Dark Side of the Moon
The Dark Side of the Moon é o oitavo álbum de estúdio da banda britânica de rock progressivo Pink Floyd, lançado em 1 de março de 1973 através da Harvest Records no Reino Unido e Capitol Records nos Estados Unidos. Desenvolvido durante apresentações ao vivo antes do início das gravações, foi concebido como um álbum conceitual que se concentraria nas pressões enfrentadas pela banda durante seu árduo estilo de vida, e também lidaria com os problemas de saúde mental do ex-membro da banda Syd Barrett, que havia deixado o grupo em 1968. O novo material foi gravado em duas sessões em 1972 e 1973 no EMI Studios (agora Abbey Road Studios) em Londres.
O disco se baseia em ideias exploradas nas gravações e performances anteriores do Pink Floyd, enquanto omite os instrumentais estendidos que caracterizaram o trabalho anterior da banda. O grupo empregou gravação multicanal, loops de fita e sintetizadores analógicos, incluindo experimentação com o EMS VCS 3 e um Synthi A. O engenheiro Alan Parsons foi responsável por muitos aspectos da gravação e pelo recrutamento da cantora de estúdio Clare Torry, que aparece em "The Great Gig in the Sky".
The Dark Side of the Moon explora temas como conflito, ganância, tempo, morte e doença mental. Trechos de entrevistas com a roadie da banda e outros são apresentados ao lado de citações filosóficas. A capa, que retrata um espectro prismático, foi projetada por Storm Thorgerson em resposta ao pedido do tecladista Richard Wright por um design "simples e ousado" que representasse a iluminação da banda e os temas do álbum. O álbum foi promovido com dois singles: "Money" e "Us and Them".
The Dark Side of the Moon recebeu ampla aclamação da crítica e é frequentemente apresentado em listas profissionais dos maiores álbuns de todos os tempos. Trouxe fama internacional ao Pink Floyd, riqueza e aplausos para todos os quatro membros da banda. Um lançamento de sucesso da era do álbum, também impulsionou as vendas de discos em toda a indústria musical durante a década de 1970. The Dark Side of the Moon é certificado 14× platina no Reino Unido e liderou a parada Billboard Top LPs & Tape dos EUA, onde ficou nas paradas por 990 semanas. Em 2013, The Dark Side of the Moon vendeu mais de 45 milhões de cópias em todo o mundo, tornando-se o lançamento mais vendido da banda, o álbum mais vendido da década de 1970 e o quarto álbum mais vendido da história. Em 2012, o álbum foi selecionado para preservação no Registro Nacional de Gravações dos Estados Unidos pela Biblioteca do Congresso por ser "culturalmente, historicamente ou esteticamente significativo". Foi introduzido no Hall da Fama do Grammy em 1999.

## Antecedentes
Após o lançamento do álbum Meddle em 1971, o Pink Floyd se reuniu para uma turnê pela Grã-Bretanha, Japão e Estados Unidos em dezembro. Em uma reunião da banda na casa do baterista, Nick Mason, no norte de Londres, o baixista Roger Waters propôs que um novo álbum pudesse fazer parte da turnê. Waters concebeu um álbum que lidava com coisas que "deixam as pessoas loucas", focando nas pressões associadas ao estilo de vida árduo da banda e lidando com os problemas de saúde mental sofridos pelo ex-membro da banda Syd Barrett. A banda havia explorado uma ideia semelhante com a suíte de concerto de 1969 The Man and The Journey. Em uma entrevista para a Rolling Stone, o guitarrista David Gilmour disse: "Acho que todos nós pensamos - e Roger definitivamente pensou - que muitas das letras que estávamos usando eram um pouco indiretas demais. Definitivamente havia um sentimento de que as palavras seriam muito claras e específicas."
A banda aprovou o conceito de Waters para um álbum unificado por um único tema, e todos os membros participaram da escrita e produção do material. Waters criou faixas demo em um pequeno estúdio em um galpão de jardim em sua casa em Islington. Partes do álbum foram retiradas de material não utilizado anteriormente; a linha de abertura de "Breathe" veio de um trabalho anterior de Waters e Ron Geesin, escrito para a trilha sonora de The Body, e a estrutura básica de "Us and Them" foi emprestada de uma composição original, "The Violent Sequence", do tecladista Richard Wright, para Zabriskie Point.

A banda ensaiou em um armazém em Londres de propriedade dos Rolling Stones e no Teatro Rainbow em Finsbury Park, Londres. Eles também compraram equipamento extra, que incluía novos alto-falantes, um sistema de PA, uma mesa de mixagem de 28 trilhas com uma saída quadrifônica de quatro canais e um equipamento de iluminação personalizado. Nove toneladas de kit foram transportadas em três caminhões. Esta seria a primeira vez que a banda levaria um álbum inteiro em turnê. O álbum recebeu o título provisório de Dark Side of the Moon (uma alusão à loucura, em vez da astronomia). Depois de descobrir que o título já havia sido usado por outra banda, Medicine Head, ele foi temporariamente alterado para Eclipse. O novo material foi estreado no The Dome em Brighton, em 20 de janeiro de 1972, e após o fracasso comercial do álbum do Medicine Head, o título foi alterado de volta para a preferência original da banda.

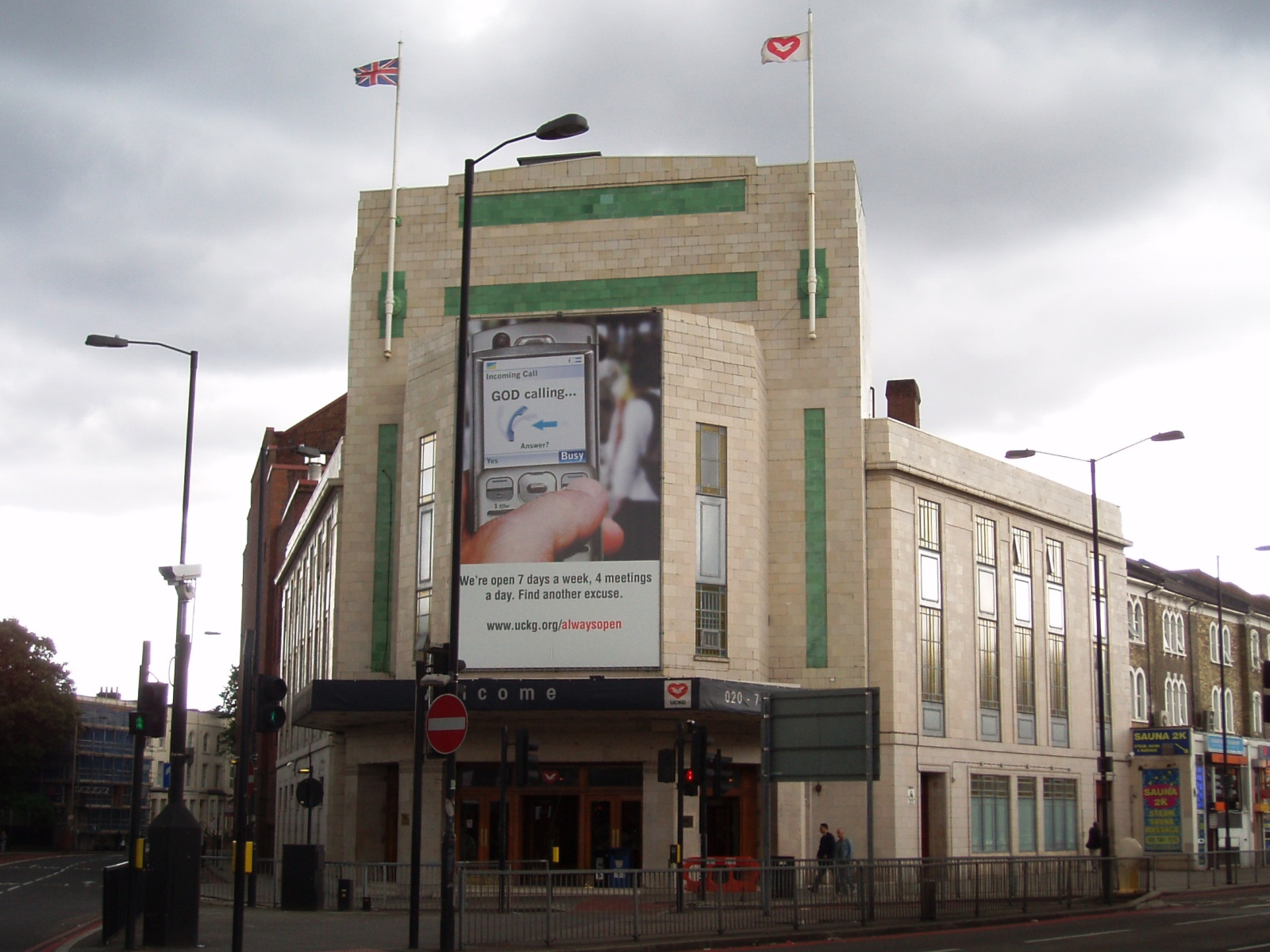
O Teatro Rainbow em Londres, onde The Dark Side of the Moon foi encenado para a imprensa em 1972

Dark Side of the Moon: A Piece for Assorted Lunatics, como era então conhecido, foi apresentado para uma imprensa reunida em 17 de fevereiro de 1972 no Teatro Rainbow, mais de um ano antes de seu lançamento, e foi aclamado pela crítica. Michael Wale do The Times descreveu a peça como "trazendo lágrimas aos olhos. Foi tão completamente compreensivo e musicalmente questionador." Derek Jewell do The Sunday Times escreveu "A ambição da intenção artística do Floyd é agora vasta." Melody Maker foi menos entusiasmado: "Musicalmente, houve algumas grandes ideias, mas os efeitos sonoros muitas vezes me deixaram imaginando se eu estava em uma gaiola de pássaros no Zoológico de Londres." A turnê seguinte foi elogiada pelo público. O novo material foi apresentado na mesma ordem em que foi finalmente sequenciado no álbum. As diferenças incluíam a falta de sintetizadores em faixas como "On the Run" e os vocais de Clare Torry em "The Great Gig in the Sky" substituídos por leituras da Bíblia.
A longa turnê do Pink Floyd pela Europa e América do Norte deu a eles a oportunidade de fazer melhorias na escala e na qualidade de suas apresentações. O trabalho no álbum foi interrompido no final de fevereiro, quando a banda viajou para a França e gravou músicas para o filme La Vallée, do diretor francês Barbet Schroeder. Eles se apresentaram no Japão, retornaram à França em março para concluir o trabalho no filme, fizeram mais shows na América do Norte, depois voaram para Londres e retomaram as gravações em maio e junho. Após mais shows na Europa e América do Norte, a banda retornou a Londres em 9 de janeiro de 1973 para concluir o álbum.

## Conceito
The Dark Side of the Moon foi construído sobre experimentos que o Pink Floyd tentou em seus shows e gravações anteriores, embora não tivesse as excursões instrumentais estendidas que, de acordo com o crítico David Fricke, se tornaram características da banda após a saída do membro fundador Syd Barrett em 1968. Gilmour, o substituto de Barrett, mais tarde se referiu a esses instrumentais como "aquela coisa psicodélica de noodling". Ele e Waters citaram Meddle de 1971 como um ponto de virada em direção ao que mais tarde seria realizado no álbum. Os temas líricos de The Dark Side of the Moon incluem conflito, ganância, a passagem do tempo, morte e insanidade, o último inspirado em parte pelo estado mental deteriorado de Barrett. O álbum contém música concreta em várias faixas.
Cada lado do álbum de vinil é uma peça musical contínua. As cinco faixas de cada lado refletem vários estágios da vida humana, começando e terminando com uma batida de coração, explorando a natureza da experiência humana e, de acordo com Waters, "empatia". "Speak to Me" e "Breathe" juntos destacam os elementos mundanos e fúteis da vida que acompanham a ameaça sempre presente da loucura e a importância de viver a própria vida - "Não tenha medo de se importar". Ao mudar a cena para um aeroporto, o instrumental "On the Run" movido a sintetizador evoca o estresse e a ansiedade das viagens modernas, em particular o medo de Wright de voar. "Time" examina a maneira como sua passagem pode controlar a vida de alguém e oferece um aviso severo para aqueles que permanecem focados em atividades mundanas; é seguido por um retiro na solidão e retraimento em "Breathe (Reprise)". O primeiro lado do álbum termina com a metáfora comovente de Wright e Clare Torry para a morte, "The Great Gig in the Sky".
"Money", a primeira faixa do lado dois, abre com o som de caixas registradoras e moedas tilintando ritmicamente. A música zomba da ganância e do consumismo com letras sarcásticas e efeitos sonoros relacionados a dinheiro. "Money" se tornou a faixa de maior sucesso comercial da banda e foi regravada por outros artistas. "Us and Them" aborda o isolamento dos deprimidos com o simbolismo do conflito e o uso de dicotomias simples para descrever relacionamentos pessoais. "Any Colour You Like" aborda a ilusão de escolha que se tem na sociedade. "Brain Damage" analisa a doença mental resultante da elevação da fama e do sucesso acima das necessidades do eu; em particular, a linha "e se a banda em que você está começar a tocar músicas diferentes" reflete o colapso mental de Syd Barrett. O álbum termina com "Eclipse", que defende os conceitos de alteridade e unidade, ao mesmo tempo que encoraja o ouvinte a reconhecer os traços comuns compartilhados pela humanidade.

## Gravação

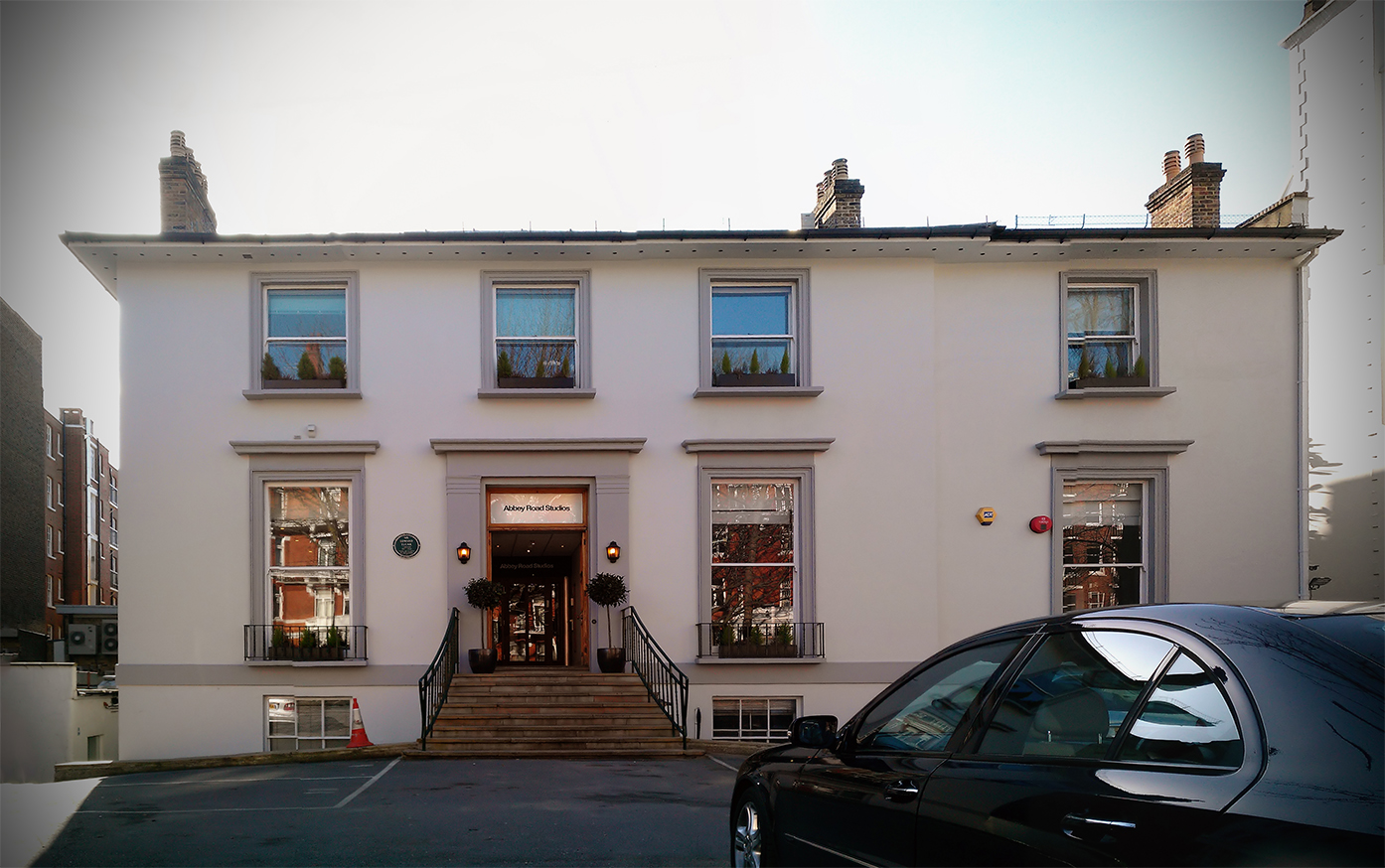
A Abbey Road Studios, antes EMI Studios, em 2012

The Dark Side of the Moon foi gravado no EMI Studios (agora Abbey Road Studios) em aproximadamente 60 dias entre 31 de maio de 1972 e 9 de fevereiro de 1973. O Pink Floyd recebeu o engenheiro de som Alan Parsons, que havia trabalhado como assistente de operador de fita em seu quinto álbum, Atom Heart Mother (1970), e ganhou experiência como engenheiro de gravação nos álbuns dos Beatles Abbey Road e Let It Be. As sessões de The Dark Side of the Moon fizeram uso de técnicas avançadas de estúdio, já que o estúdio era capaz de mixagens de 16 faixas que ofereciam maior flexibilidade do que as mixagens de oito ou quatro faixas com as quais o Pink Floyd havia trabalhado anteriormente, embora a banda frequentemente usasse tantas faixas que cópias de segunda geração ainda eram necessárias para liberar mais espaço na fita. O supervisor de mixagem Chris Thomas lembrou mais tarde: "Havia apenas duas ou três faixas de bateria quando começamos a mixar. Dependendo da música, haveria uma ou duas faixas de guitarra, e estas incluiriam o solo e as partes da guitarra base. Uma faixa para teclado, uma faixa para baixo e uma ou duas faixas de efeitos sonoros. Eles foram muito, muito eficientes na maneira como trabalharam."
A primeira faixa gravada foi "Us and Them" em 31 de maio, seguida sete dias depois por "Money". Para "Money", Waters criou loops de efeitos de uma forma incomum de 7
4 de assinatura de tempo de gravações de objetos relacionados a dinheiro, incluindo moedas jogadas em uma tigela de mistura no estúdio de cerâmica de sua esposa. Elas foram regravadas para aproveitar a decisão da banda de criar uma mixagem quadrifônica do álbum, embora Parsons mais tarde tenha expressado insatisfação com o resultado dessa mixagem, que ele atribuiu à falta de tempo e à escassez de gravadores multipista.
"Time" e "The Great Gig in the Sky" foram gravados em seguida, seguidos por uma pausa de dois meses, durante a qual a banda passou um tempo com suas famílias e se preparou para uma turnê pelos Estados Unidos. As sessões de gravação foram frequentemente interrompidas: Waters, um torcedor do Arsenal, fazia uma pausa para ver seu time competir, e a banda ocasionalmente parava para assistir Monty Python's Flying Circus na televisão enquanto Parsons trabalhava nas faixas. Gilmour relembrou: "... mas quando estávamos em uma boa fase, nós nos dávamos bem."

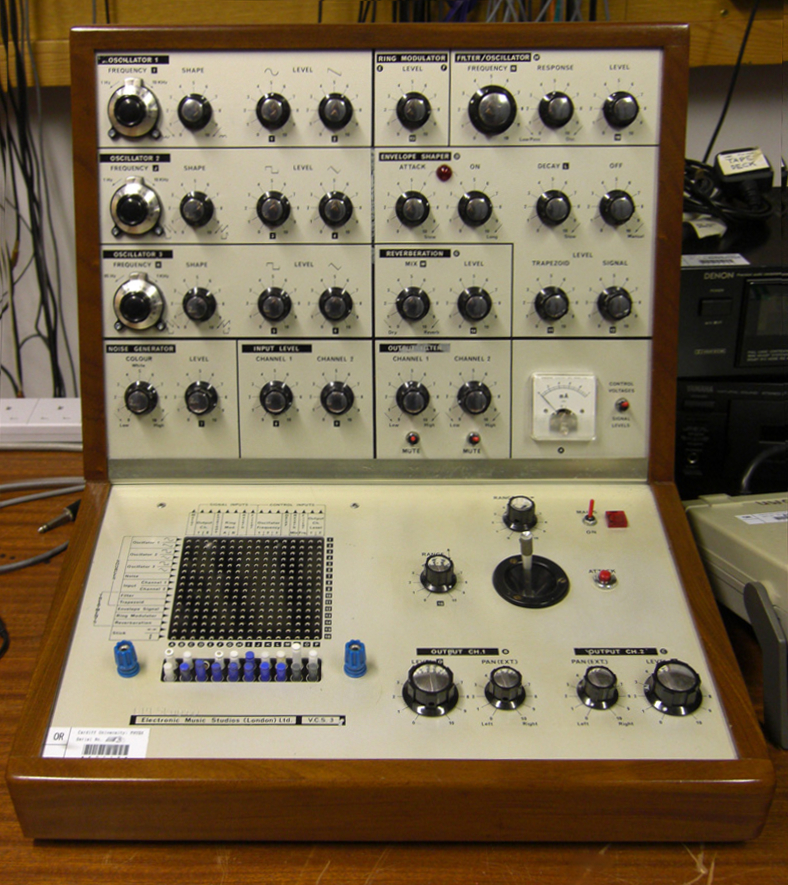
O sintetizador EMS VCS 3

Após retornar dos EUA em janeiro de 1973, eles gravaram "Brain Damage", "Eclipse", "Any Colour You Like" e "On the Run", e aprimoraram o trabalho de sessões anteriores. Quatro vocalistas femininas foram reunidas para cantar em "Brain Damage", "Eclipse" e "Time", e o saxofonista Dick Parry foi contratado para tocar em "Us and Them" e "Money". Com o diretor Adrian Maben, a banda também filmou cenas de estúdio para Pink Floyd: Live at Pompeii. O álbum foi concluído e assinado na Abbey Road em 9 de fevereiro de 1973. Gilmour lembrou que a banda ouviu o álbum finalizado pela primeira vez como "um momento de grande alegria e satisfação e o sentimento de realização de que realmente tínhamos ido além".

### Instrumentação
O álbum apresenta efeitos sonoros metronômicos durante "Speak to Me" e loops de fita para a abertura de "Money". Mason criou uma versão bruta de "Speak to Me" em sua casa antes de completá-la no estúdio. A faixa serve como uma abertura e contém cross-fades de elementos de outras peças do álbum. Um acorde de piano, reproduzido ao contrário, serve para aumentar a construção de efeitos, que são imediatamente seguidos pela abertura de "Breathe". Mason recebeu um raro crédito de composição solo por "Speak to Me".
Os efeitos sonoros em "Money" foram criados juntando as gravações de Waters de moedas tilintando, papel rasgando, uma caixa registradora tocando e uma máquina de somar clicando, que foram usadas para criar um loop de efeitos de 7 batidas. Isso foi posteriormente adaptado para quatro faixas para criar um efeito de "andar pela sala" em apresentações quadrifônicas do álbum. Às vezes, o grau de experimentação sonora no álbum exigia que os engenheiros de estúdio e todos os quatro membros da banda operassem os faders do console de mixagem simultaneamente, a fim de mixar as gravações multipista intrincadamente montadas de várias das músicas, particularmente "On the Run".
Junto com a instrumentação convencional de bandas de rock, o Pink Floyd introduziu sintetizadores proeminentes em seu som. A banda experimentou um EMS VCS 3 em "Brain Damage" e "Any Colour You Like", e um Synthi A em "Time" e "On the Run". Eles também criaram e gravaram sons não convencionais, como o engenheiro assistente Peter James correndo pela câmara de eco do estúdio durante "On the Run", e um bumbo especialmente tratado feito para simular um batimento cardíaco humano durante "Speak to Me", "On the Run", "Time" e "Eclipse". Essa frequência cardíaca é mais proeminente na introdução e no final do álbum, mas também pode ser ouvido esporadicamente em "Time" e "On the Run". "Time" apresenta relógios variados tiquetaqueando e tocando simultaneamente no início da música, acompanhados por uma série de Rototoms. As gravações foram inicialmente criadas como um teste quadrifônico por Parsons, que gravou cada relógio em uma loja de relógios antigos. Embora essas gravações não tenham sido criadas especificamente para o álbum, elementos desse material foram eventualmente usados na faixa.

### Vocais
Várias faixas, incluindo "Us and Them" e "Time", demonstraram a capacidade de Wright e Gilmour de harmonizar suas vozes de som semelhante, e o engenheiro Alan Parsons usou técnicas como vocais e guitarras de rastreamento duplo, o que permitiu que Gilmour harmonizasse consigo mesmo. Uso proeminente também foi feito de flanging e mudança de fase em vocais e instrumentos, truques estranhos com reverb, e a panorâmica de sons entre canais, mais notavelmente na mixagem quadrifônica de "On the Run", onde o som do órgão Hammond B3 tocado por um alto-falante Leslie gira em torno do ouvinte.

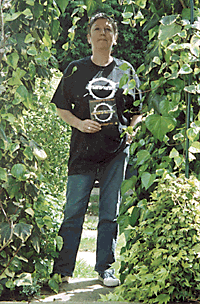
Clare Torry em 2003

"The Great Gig in the Sky" de Wright apresenta Clare Torry, uma cantora e compositora de estúdio e frequentadora regular do Abbey Road. Parsons gostou da voz dela, e quando a banda decidiu usar uma vocalista feminina, ele sugeriu que ela cantasse na faixa. A banda explicou o conceito do álbum para ela, mas eles não conseguiram dizer exatamente o que ela deveria fazer, e Gilmour, que estava no comando da sessão, pediu que ela tentasse expressar emoções em vez de cantar palavras. Em algumas tomadas em uma noite de domingo, Torry improvisou uma melodia sem palavras para acompanhar o solo de piano emotivo de Wright. Ela ficou inicialmente envergonhada por sua exuberância na cabine de gravação e quis se desculpar com a banda, que ficou impressionada com sua performance, mas não lhe disse isso. Suas tomadas foram editadas para produzir a versão usada na faixa. Ela deixou o estúdio com a impressão de que seus vocais não fariam parte do corte final, e só percebeu que havia sido incluída na mixagem final quando pegou o álbum em uma loja de discos local e viu seu nome nos créditos. Por sua contribuição, ela recebeu sua taxa de sessão padrão de £30, equivalente a cerca de £500 em 2025.
Em 2004, Torry processou a EMI e o Pink Floyd por 50% dos royalties de composição, argumentando que sua contribuição para "The Great Gig in the Sky" foi substancial o suficiente para ser considerada coautoria. O caso foi resolvido fora do tribunal por uma quantia não revelada, com todas as prensagens posteriores a 2005 creditando Wright e Torry em conjunto.
Na última semana de gravação, Waters pediu à equipe e outros na Abbey Road para responder a perguntas impressas em flashcards e algumas de suas respostas foram editadas na mixagem final. Os entrevistados foram colocados em frente a um microfone em um Estúdio 3 escuro e foram mostradas perguntas como "Qual é sua cor favorita?" e "Qual é sua comida favorita?", antes de passar para temas centrais do álbum, incluindo os de loucura, violência e morte. Perguntas como "Quando foi a última vez que você foi violento?", seguidas imediatamente por "Você estava certo?", foram respondidas na ordem em que foram apresentadas.
O roadie Roger "The Hat" Manifold foi gravado em uma entrevista convencional. Waters perguntou a ele sobre um encontro violento que ele teve com um motorista, e Manifold respondeu "... dê a eles um choque rápido, curto e forte..." Questionado sobre a morte, ele respondeu: "Viva o hoje, amanhã já era, sou eu..." Outro roadie, Chris Adamson, gravou as palavras que abrem o álbum: "Estou louco há anos. Absolutamente anos. No limite... É trabalhar com bandas que faz isso."
O empresário da banda, Peter Watts (pai da atriz Naomi Watts) contribuiu com as risadas repetidas durante "Brain Damage" e "Speak to Me", bem como com a frase "Não consigo pensar em nada para dizer". Sua segunda esposa, Patricia "Puddie" Watts (agora Patricia Gleason), foi responsável pela frase sobre o "velho" que estava "cruzando por um bruisin' ", usada na transição entre "Money" e "Us and Them", e as palavras "Eu nunca disse que estava com medo de morrer" no meio de "The Great Gig in the Sky".
Várias das respostas – "Não tenho medo de morrer. Qualquer hora serve, não me importo. Por que eu deveria ter medo de morrer? Não há razão para isso... você tem que ir embora algum dia"; "Sei que fiquei louco, sempre fui louco, como a maioria de nós"; e o encerramento "Não há lado escuro na lua, na verdade. Na verdade, é tudo escuro" – vieram do porteiro irlandês do estúdio, Gerry O'Driscoll. "A parte que você não ouve", disse Parsons, "é que, depois disso, ele disse: 'A única coisa que faz parecer que está aceso é o sol'. A banda ficou muito feliz com sua primeira linha, e teria sido um anticlímax continuar."
Paul e Linda McCartney foram entrevistados, mas suas respostas – consideradas como “tentando ser muito engraçadas” – não foram usadas. O companheiro de banda dos McCartneys, Wings, Henry McCullough, contribuiu com a frase: “Não sei, eu estava muito bêbado na época”.

### Conclusão
Quando as sessões de flashcards terminaram, o produtor Chris Thomas foi contratado para fornecer "um novo par de ouvidos" para a mixagem final. A formação de Thomas era em música e não em engenharia; ele havia trabalhado com o produtor dos Beatles, George Martin, e era conhecido do empresário do Pink Floyd, Steve O'Rourke. Os membros da banda teriam discordado sobre a mixagem, com Waters e Mason preferindo uma mixagem "seca" e "limpa" que fizesse mais uso dos elementos não musicais e Gilmour e Wright preferindo uma mixagem mais sutil e com mais "eco". Thomas disse mais tarde: "Não havia diferença de opinião entre eles, não me lembro de Roger ter dito uma vez que queria menos eco. Na verdade, nunca houve indícios de que eles iriam se desentender mais tarde. Era uma atmosfera muito criativa. Muito divertido."
A intervenção de Thomas resultou em um acordo entre Waters e Gilmour, que ficaram ambos satisfeitos com o resultado. Thomas foi responsável por mudanças significativas, incluindo o timing perfeito do eco usado em "Us and Them". Ele também estava presente na gravação de "The Great Gig in the Sky". Waters disse em uma entrevista em 2006, quando perguntado se ele sentia que seus objetivos tinham sido alcançados no estúdio:
| “ | Quando o disco foi concluído, levei uma cópia de rolo para casa e lembro-me de tocá-lo para minha esposa, e lembro-me dela ter começado a chorar quando ele foi concluído. E pensei: "Isso obviamente tocou um acorde em algum lugar", e fiquei meio satisfeito com isso. Você sabe quando você fez algo, certamente se você cria uma peça musical, você então a ouve com ouvidos novos quando a toca para outra pessoa. E naquele momento pensei comigo mesmo: "Uau, esta é uma obra bem completa", e eu tinha total confiança de que as pessoas responderiam a ela. | ” |

## Arte da capa

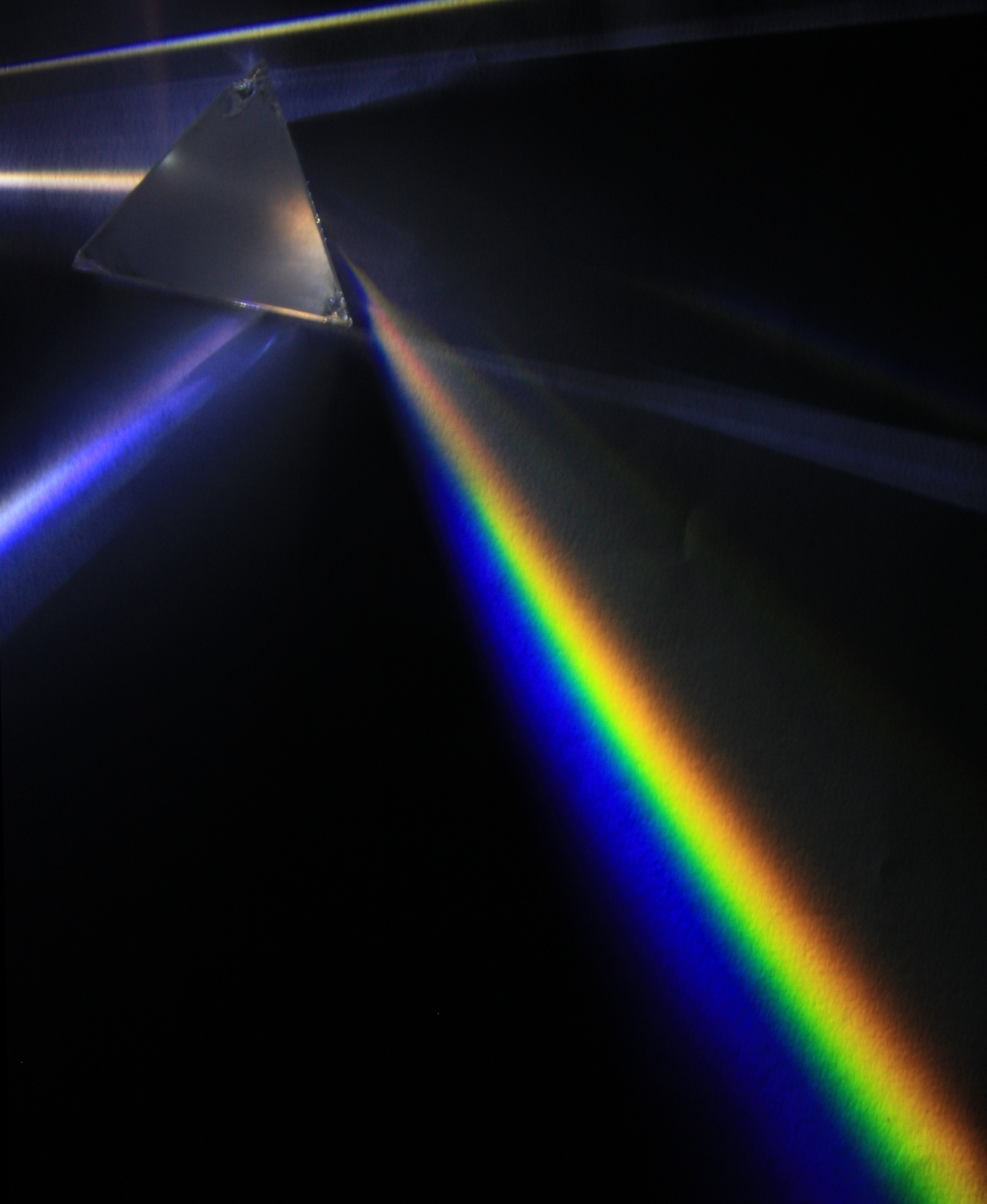
A arte do álbum retrata a luz refratada por um prisma dispersivo triangular.

O álbum foi originalmente lançado em uma capa de LP gatefold projetada por Hipgnosis e George Hardie. Hipgnosis havia projetado vários álbuns anteriores da banda, com resultados controversos; a EMI reagiu com confusão quando confrontada com os designs de capa de Atom Heart Mother e Obscured by Clouds, pois esperavam ver designs tradicionais que incluíssem letras e palavras. Os designers Storm Thorgerson e Aubrey Powell foram capazes de ignorar tais críticas, pois eram empregados pela banda. Para The Dark Side of the Moon, Wright sugeriu algo "mais inteligente, mais limpo - mais elegante", e simples, "como a arte de uma caixa de chocolate Black Magic".

Parecia que a banda toda estava trabalhando junto. Foi um momento criativo. Estávamos todos muito abertos.

– Richard Wright
O design foi inspirado por uma fotografia de um prisma com um feixe de luz branca projetado através dele e emergindo nas cores do espectro visível que Thorgerson havia encontrado em um livro didático de física de 1963, bem como por uma ilustração de Alex Steinweiss, o inventor da arte da capa do álbum, para a apresentação da Filarmônica de Nova York em 1942 do Concerto do Imperador de Ludwig van Beethoven. A arte foi criada por um associado da Hipgnosis, George Hardie. A Hipgnosis ofereceu uma escolha de sete designs para a capa, mas todos os quatro membros da banda concordaram que o prisma era o melhor. "Não houve argumentos", disse Roger Waters. "Todos nós apontamos para o prisma e dissemos 'É esse'."
O design descreve um prisma de vidro dispersando luz branca em cores e representa três elementos: a iluminação do palco da banda, as letras do álbum e o pedido de Wright por um design "simples e ousado". Por sugestão de Waters, o espectro de luz continua até o gatefold. Adicionado logo depois, o design do gatefold também inclui uma representação visual do som do batimento cardíaco usado em todo o álbum, e a parte de trás da capa do álbum contém a sugestão de Thorgerson de outro prisma recombinando o espectro de luz, para tornar possíveis layouts interessantes da capa em lojas de discos. A faixa de luz que emana do prisma na capa do álbum tem seis cores, faltando o índigo, em comparação com a divisão usual do espectro visível em vermelho, laranja, amarelo, verde, azul, índigo e violeta. Dentro da capa havia dois pôsteres e dois adesivos com tema de pirâmide. Um cartaz trazia fotos da banda em concerto, sobrepostas com letras espalhadas para formar PINK FLOYD, e o outro uma fotografia infravermelha das Grandes Pirâmides de Gizé, criada por Powell e Thorgerson.
A banda estava tão confiante na qualidade das letras de Waters que, pela primeira vez, as imprimiu na capa do álbum.

## Lançamento e recepção crítica
| Críticas profissionais        | Críticas profissionais |
| Avaliações da crítica         | Avaliações da crítica  |
| Fonte                         | Avaliação              |
| ----------------------------- | ---------------------- |
| AllMusic                      | [ 78 ]                 |
| Billboard                     | [ 3 ]                  |
| Robert Christgau              | B                      |
| Encyclopedia of Popular Music | [ 80 ]                 |
| MusicHound Rock               | 5/5                    |
| NME                           | 8/10                   |
| Pitchfork                     | 9.3/10                 |
| Q                             | [ 84 ]                 |
| The Rolling Stone Album Guide | [ 85 ]                 |
| Uncut                         | [ 82 ]                 |

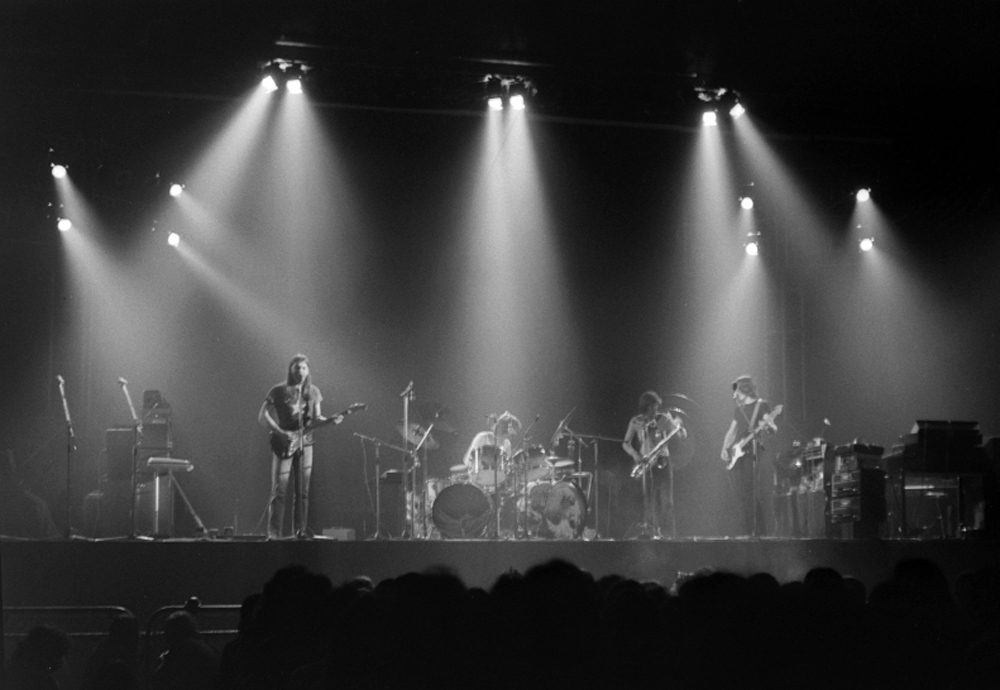
Uma apresentação ao vivo de The Dark Side of the Moon no Earls Court, logo após seu lançamento em 1973. (Da esquerda para a direita) David Gilmour, Nick Mason, Dick Parry, Roger Waters

Como a mixagem quadrifônica do álbum não estava completa, a banda (com exceção de Wright) boicotou a recepção à imprensa realizada no Planetário de Londres em 27 de fevereiro. Os convidados foram, em vez disso, presenteados com um quarteto de recortes de papelão em tamanho real da banda, e a mixagem estéreo do álbum foi tocada em um sistema de som público de baixa qualidade. No entanto, em geral, a imprensa estava entusiasmada; Roy Hollingworth, da Melody Maker, descreveu o Lado Um como "tão completamente confuso consigo mesmo que era difícil de acompanhar", mas elogiou o Lado Dois, escrevendo: "As músicas, os sons, os ritmos eram sólidos e sonoros, o saxofone atingiu o ar, a banda balançou e rolou, e então jorrou e viajou para longe na noite." Steve Peacock, do Sounds, escreveu: "Não me importa se você nunca ouviu uma nota da música do Pink Floyd em sua vida, eu recomendaria sem reservas a todos The Dark Side of the Moon". Em sua crítica de 1973 para a revista Rolling Stone, Loyd Grossman declarou Dark Side "um ótimo álbum com uma riqueza textural e conceitual que não apenas convida, mas exige envolvimento". No Guia de Registros de Christgau: Álbuns de Rock dos Anos Setenta (1981), Robert Christgau achou suas ideias líricas clichês e sua música pretensiosa, mas o chamou de uma " obra-prima kitsch " que pode ser charmosa com destaques como fragmentos de fala gravados, saxofone de Parry e efeitos de estúdio que realçam os solos de guitarra de Gilmour.
The Dark Side of the Moon foi lançado primeiro nos EUA em 1 de março de 1973, e depois no Reino Unido em 16 de março. Tornou-se um sucesso instantâneo nas paradas na Grã-Bretanha e em toda a Europa Ocidental; no mês seguinte, ganhou uma certificação de ouro nos EUA. Ao longo de março de 1973, a banda tocou o álbum como parte de sua turnê pelos EUA, incluindo uma apresentação à meia-noite no Radio City Music Hall em Nova Iorque em 17 de março, diante de um público de 6.000 pessoas. O álbum alcançou o primeiro lugar na parada Billboard Top LPs & Tape em 28 de abril de 1973, e fez tanto sucesso que a banda retornou dois meses depois para outra turnê.

### Gravadora
Grande parte do sucesso inicial do álbum nos Estados Unidos é atribuído aos esforços da gravadora americana do Pink Floyd, a Capitol Records. O recém-nomeado presidente Bhaskar Menon começou a tentar reverter as vendas relativamente baixas do álbum de estúdio da banda de 1971, Meddle. Enquanto isso, desencantados com a Capitol, a banda e o empresário O'Rourke estavam negociando discretamente um novo contrato com o presidente da CBS, Clive Davis, na Columbia Records. The Dark Side of the Moon foi o último álbum que o Pink Floyd foi obrigado a lançar antes de assinar formalmente um novo contrato. O entusiasmo de Menon pelo novo álbum foi tanto que ele começou uma enorme campanha publicitária promocional, que incluía versões truncadas de "Us and Them" e "Time" para rádio.
Em alguns países — notadamente no Reino Unido — o Pink Floyd não lançava um single desde "Point Me at the Sky" de 1968, e, excepcionalmente, "Money" foi lançada como single em 7 de maio, com "Any Colour You Like" no lado B. Alcançou a posição 13 na Billboard Hot 100 em julho de 1973. Uma versão promocional de etiqueta branca de dois lados do single, com mixagens mono e estéreo, foi enviada para estações de rádio. O lado mono teve a palavra "bullshit" removida da música — deixando "bull" em seu lugar — no entanto, o lado estéreo manteve a versão sem censura. Isso foi posteriormente retirado; a substituição foi enviada para estações de rádio com uma nota aconselhando os disc jockeys a descartar a primeira cópia sem censura. Em 4 de fevereiro de 1974, um single lado A duplo foi lançado com "Time" de um lado e "Us and Them" do lado oposto. Os esforços de Menon para garantir uma renovação de contrato com o Pink Floyd foram em vão; no início de 1974, a banda assinou com a Columbia com uma taxa antecipada de US$ 1 milhão (na Grã-Bretanha e na Europa, eles continuaram a ser representados pela Harvest Records).

### Vendas
The Dark Side of the Moon se tornou um dos álbuns mais vendidos de todos os tempos e está no top 25 de uma lista de álbuns mais vendidos nos Estados Unidos. Embora tenha mantido o primeiro lugar nos EUA por apenas uma semana, permaneceu na parada de álbuns da Billboard 200 por 736 semanas não consecutivas (de 17 de março de 1973 a 16 de julho de 1988). Dessas primeiras 736 semanas nas paradas, o álbum teve duas notáveis execuções consecutivas na parada da Billboard 200: 84 semanas (de 17 de março de 1973 a 19 de outubro de 1974) e 593 semanas (de 18 de dezembro de 1976 a 23 de abril de 1988). Ele fez sua aparição final na parada de álbuns da Billboard 200 durante sua execução inicial na semana que terminou em 8 de outubro de 1988, em sua 741ª semana nas paradas. Ele reapareceu nas paradas da Billboard com a introdução da parada Top Pop Catalog Albums na edição datada de 25 de maio de 1991, e ainda era uma característica perene dez anos depois. Ele alcançou o número um na parada Pop Catalog quando a edição híbrida CD/SACD de 2003 foi lançada e vendeu 800.000 cópias nos EUA. Na semana de 5 de maio de 2006, The Dark Side of the Moon alcançou um total combinado de 1.716 semanas nas paradas da Billboard  200 e Pop Catalog.
Após uma mudança na metodologia das paradas em 2009, que permitiu que os títulos do catálogo fossem incluídos na Billboard 200, The Dark Side of the Moon retornou à parada na posição 189 em 12 de dezembro daquele ano para sua 742ª semana de parada. Ele continuou a aparecer esporadicamente na Billboard 200 desde então, com o total de 990 semanas na parada em maio de 2024. "Em uma semana lenta" entre 8.000 e 9.000 cópias são vendidas. Em abril de 2013, o álbum vendeu 9.502.000 cópias nos EUA desde 1991, quando a Nielsen SoundScan começou a rastrear as vendas para a Billboard. Estima-se que uma em cada quatorze pessoas nos EUA com menos de 50 anos possui ou já possuiu uma cópia.
The Dark Side of the Moon foi lançado antes da introdução da certificação de platina em 1976 pela Recording Industry Association of America (RIAA), e portanto teve apenas uma certificação de ouro até 16 de fevereiro de 1990, quando foi certificado 11 vezes platina. Em 4 de junho de 1998, a RIAA certificou o álbum 15x platina, denotando vendas de quinze milhões nos Estados Unidos. Isso o torna o trabalho mais vendido do Pink Floyd lá; The Wall é 23 vezes platina, mas como um álbum duplo isso significa vendas de 11,5 milhões. "Money" vendeu bem como single e, assim como "Time", continua sendo um favorito do rádio; nos EUA, no ano que terminou em 20 de abril de 2005, "Time" foi tocado em 13.723 ocasiões e "Money" em 13.731 ocasiões. Em 2017, The Dark Side of the Moon foi o sétimo álbum mais vendido de todos os tempos no Reino Unido e o álbum mais vendido a nunca chegar ao primeiro lugar. Como um dos LPs de maior sucesso da era dos álbuns (décadas de 1960 a 2000), The Dark Side of the Moon também levou a um aumento nas vendas de discos em geral até o final da década de 1970. Em 2013, fontes da indústria sugeriram que as vendas mundiais de The Dark Side of the Moon totalizaram cerca de 45 milhões.
Em 1993, Gilmour atribuiu o sucesso do álbum à combinação de música, letras e arte da capa: "Todas as músicas anteriores não tinham nenhum grande ponto lírico. E esta era clara e concisa." Mason disse que, quando terminaram o álbum, o Pink Floyd se sentiu confiante de que era seu melhor trabalho até então, mas ficaram surpresos com seu sucesso comercial. Ele disse que "não se tratava apenas de ser um bom álbum, mas também de estar no lugar certo na hora certa".

### Reedições e remasterizações

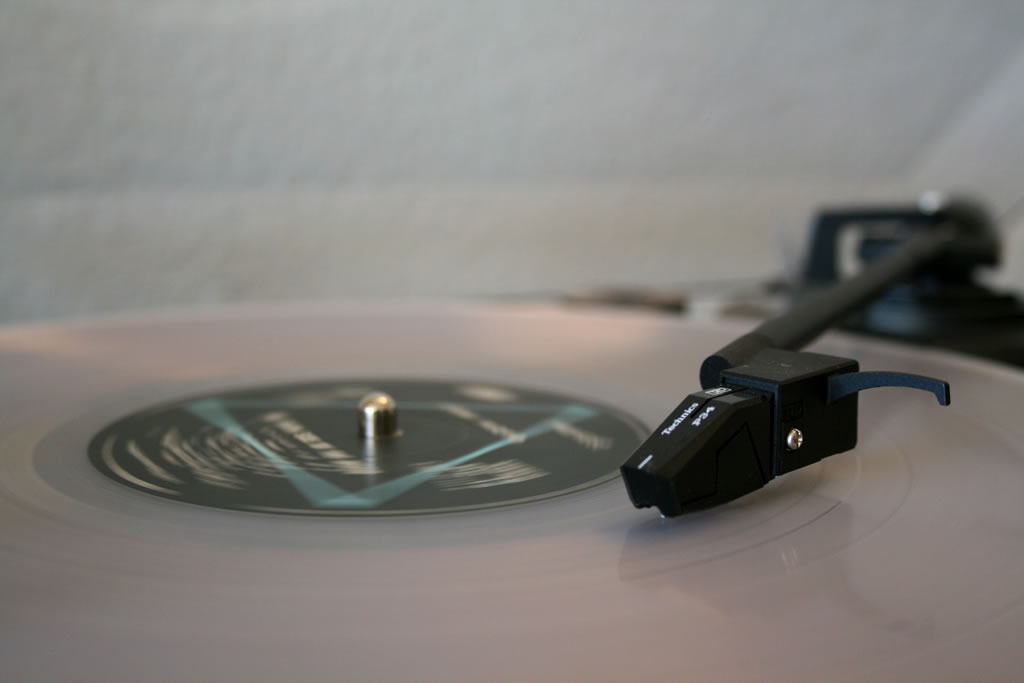
Edição de vinil transparente de 1978, tocando em um toca-discos Technics

Em 1979, The Dark Side of the Moon foi lançado como um LP remasterizado pela Mobile Fidelity Sound Lab, e em abril de 1988 em seu formato de CD dourado "Ultradisc". Foi lançado pela EMI e Harvest em CD no Japão em junho de 1983 e nos EUA e Europa em agosto de 1984. Em 1992, foi relançado como um CD remasterizado no box set Shine On. Esta versão foi relançada como uma edição de box set do 20º aniversário com cartões postais no ano seguinte, com um design de capa de Thorgerson. Em algumas prensagens, uma versão orquestral de "Ticket to Ride" dos Beatles é levemente audível após "Eclipse" nas batidas cardíacas finais.

#### 30th-anniversary 5.1 surround sound mix

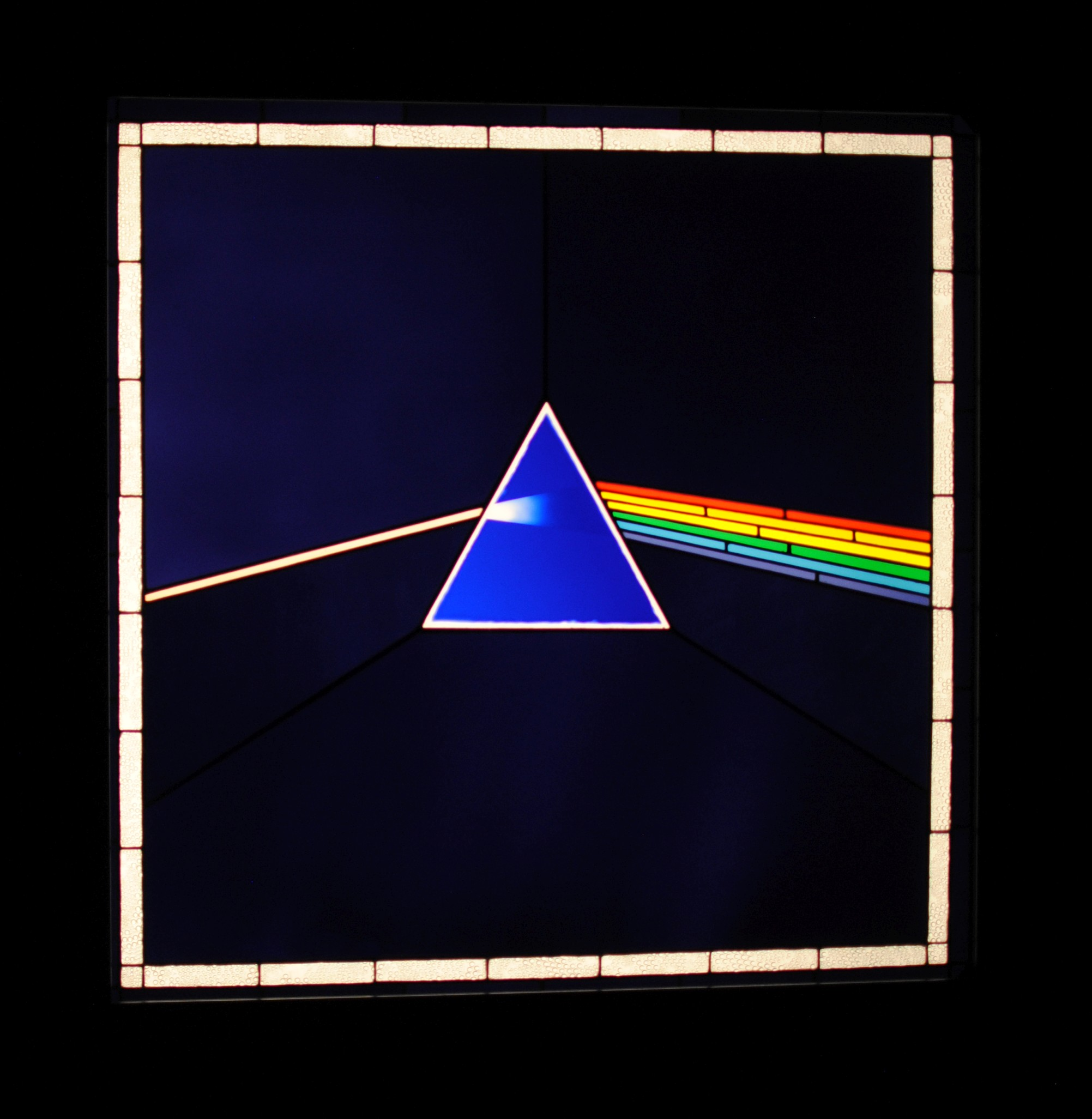
Esta interpretação em vitral do motivo do prisma foi usada na reedição de 2003

Uma mixagem quadrafônica, criada por Alan Parsons, foi encomendada pela EMI, mas nunca endossada pelo Pink Floyd, pois Parsons ficou decepcionado com sua mixagem. Para o 30º aniversário do álbum, uma versão surround atualizada foi lançada em 2003. A banda optou por não usar a mixagem quadrafônica de Parsons e, em vez disso, pediu ao engenheiro James Guthrie que criasse uma nova mixagem de som surround de 5.1 canais no formato SACD. Guthrie trabalhou com o Pink Floyd desde seu décimo primeiro álbum, The Wall, e já havia trabalhado em versões surround de The Wall para DVD-Video e In the Flesh de Waters para SACD. Em 2003, Parsons expressou decepção com a mixagem SACD de Guthrie, sugerindo que ele era "possivelmente um pouco fiel demais à mixagem original", mas foi geralmente elogioso. A edição do 30º aniversário ganhou quatro prêmios Surround Music Awards em 2003, e vendeu mais de 800.000 cópias.
A imagem da capa da edição do 30º aniversário foi criada por uma equipe de designers, incluindo Thorgerson. A imagem é uma fotografia de um vitral feito sob medida, construído para combinar com as dimensões e proporções do design original do prisma. Vidro transparente, mantido no lugar por tiras de chumbo, foi usado no lugar das cores opacas do original. A ideia é derivada da "sensação de pureza na qualidade do som, sendo som surround 5.1..." A imagem foi criada a partir do desejo de ser "a mesma, mas diferente, de modo que o design fosse claramente DSotM, ainda o design do prisma reconhecível, mas era diferente e, portanto, novo".

#### Reedições posteriores
The Dark Side of the Moon foi relançado em 2003 em vinil virgem de 180 gramas e masterizado por Kevin Gray na AcousTech Mastering. Incluía versões ligeiramente diferentes dos pôsteres e adesivos que vieram com o lançamento original em vinil, junto com um novo pôster do 30º aniversário. Em 2007, o álbum foi incluído em Oh, by the Way, um box set comemorando o 40º aniversário do Pink Floyd, e uma versão sem DRM foi lançada na iTunes Store. Em 2011, foi relançado apresentando uma versão remasterizada com vários outros materiais.
Em 2023, o Pink Floyd lançou o box set Dark Side of the Moon 50th Anniversary, incluindo uma edição remasterizada do álbum, mixagens de som surround (incluindo a mixagem 5.1 e uma nova mixagem da Dolby Atmos), um álbum de fotos e The Dark Side of the Moon Live at Wembley 1974, em vinil. Em 2024, a edição LP do 50th Anniversary foi relançada em dois LPs de vinil transparente; apenas um lado de cada LP pode ser reproduzido para permitir que a arte UV seja impressa no lado sem ranhura.

## Legado
Mudou-me de muitas maneiras, porque trouxe muito dinheiro, e a gente se sente muito seguro quando consegue vender um álbum por dois anos. Mas não mudou minha atitude em relação à música. Embora tenha sido tão bem-sucedido, foi feito da mesma forma que todos os nossos outros álbuns, e o único critério que temos sobre lançar música é se gostamos ou não. Não foi uma tentativa deliberada de fazer um álbum comercial. Simplesmente aconteceu dessa forma. Sabíamos que tinha muito mais melodia do que os álbuns anteriores do Floyd, e havia um conceito que o atravessava. A música era mais fácil de absorver e ter garotas cantando adicionava um toque comercial que nenhum dos nossos discos tinha.

– Richard Wright
O sucesso do álbum trouxe riqueza para todos os quatro membros da banda; Richard Wright e Roger Waters compraram grandes casas de campo, e Nick Mason se tornou um colecionador de carros de luxo. O grupo era fã da trupe de comédia britânica Monty Python e, como tal, alguns dos lucros foram investidos na produção de Monty Python e o Cálice Sagrado. Parsons recebeu uma indicação ao Grammy de Melhor Gravação de Engenharia, Não Clássica por The Dark Side of the Moon, e ele teve uma carreira de sucesso como artista de gravação com o Alan Parsons Project. Embora Waters e Gilmour tenham ocasionalmente minimizado sua contribuição para o sucesso, Mason elogiou seu papel. Em 2003, Parsons refletiu: "Acho que todos eles sentiram que consegui pendurar o resto da minha carreira em Dark Side of the Moon, que tem um elemento de verdade. Mas ainda acordo ocasionalmente, frustrado com o fato de que eles ganharam milhões incalculáveis e muitas das pessoas envolvidas no disco não."
Parte do legado de The Dark Side of the Moon é sua influência na música moderna e nos músicos que executaram versões cover de suas canções. É frequentemente visto como um ponto crucial na história do rock, e comparações são feitas às vezes com o álbum OK Computer de 1997 do Radiohead, incluindo uma premissa explorada por Ben Schleifer em 'Speak to Me': The Legacy of The Dark Side of the Moon do Pink Floyd (2006) de que os dois álbuns compartilham um tema de que "o indivíduo criativo perde a capacidade de funcionar no mundo [moderno]".
Em um livro de 2018 sobre rock clássico, Steven Hyden lembra de concluir, na adolescência, que The Dark Side of the Moon e Led Zeppelin IV foram os dois maiores álbuns do gênero, buscas visionárias "abrangendo os polos gêmeos do desejo adolescente". Eles tinham semelhanças, pois a capa e a arte interna de ambos os álbuns evitam fotos das bandas em favor de uma "iconografia inescrutável sem nenhum significado tangível (o que sempre parecia dar mais significado à música embalada dentro)". Mas enquanto o Led Zeppelin olhava para fora, para "conquistar o mundo" e era conhecido na época por suas travessuras sexuais ultrajantes em turnê, o Pink Floyd olhava para dentro, para "superar seus próprios problemas". Em 2013, The Dark Side of the Moon foi selecionado para preservação no Registro Nacional de Gravações dos Estados Unidos pela Biblioteca do Congresso como "culturalmente, historicamente ou esteticamente significativo".

### Rankings
The Dark Side of the Moon aparece frequentemente em classificações profissionais dos melhores álbuns. Em 1987, a Rolling Stone classificou-o como o 35º melhor álbum dos 20 anos anteriores. A Rolling Stone classificou-o como o número 43 em suas listas de 2003 e 2012 dos "500 Maiores Álbuns de Todos os Tempos" e o número 55 em sua lista de 2020, a colocação mais alta do Pink Floyd. Tanto a Rolling Stone quanto a Q listaram The Dark Side of the Moon como o melhor álbum de rock progressivo.
Em 2006, os telespectadores da Australian Broadcasting Corporation votaram em The Dark Side of the Moon como seu álbum favorito. Os leitores da NME votaram nele como o oitavo melhor álbum em uma pesquisa de 2006, e em 2009, os ouvintes do Planet Rock votaram nele como o melhor de todos os tempos. O álbum também é o número dois na lista de álbuns "Definitive 200", feita pela National Association of Recording Merchandisers "em celebração à forma de arte do álbum". Ele ficou em 29º lugar na lista de 2006 do The Observer de "Os 50 Álbuns que Mudaram a Música", e em 37º lugar na lista de 1997 do The Guardian dos "100 Melhores Álbuns de Todos os Tempos", conforme votação de um painel de artistas e críticos musicais. Em 2014, os leitores da Rhythm votaram nele como o sétimo álbum de bateria progressiva mais influente. Foi eleito o número 9 na 3ª edição do All Time Top 1000 Albums de Colin Larkin (2000). Em 2007, a VH1 nomeou Dark Side of the Moon como a quarta melhor capa de álbum.

### O Mágico de Oz
Na década de 1990, descobriu-se que tocar The Dark Side of the Moon junto com o filme de 1939 O Mágico de Oz, produzia momentos de aparente sincronicidade, e foi sugerido que isso era intencional. Tais momentos incluem Dorothy começando a correr com a letra "no one told you when to run" durante "Time", equilibrando-se em uma cerca, estilo corda bamba, durante a linha "balanced on the biggest wave" em "Breathe", e colocando o ouvido no peito do Homem de Lata enquanto as batidas cardíacas finais do álbum são ouvidas. Parsons e os membros do Pink Floyd negaram qualquer conexão, com Parsons chamando isso de "uma completa lavagem cerebral ... Se você tocar qualquer disco com o som baixo na TV, encontrará coisas que funcionam."

## Lista de faixas
Todas as letras escritas por Roger Waters.
| Lado A         |                            |                                           |                |         |  |
| N.º            | Título                     | Música                                    | Vocais         | Duração |  |
| 1.             | "Speak to Me"              | Nick Mason                                | Instrumental   | 1:07    |  |
| 2.             | "Breathe (In the Air)"     | Roger Waters David Gilmour Richard Wright | Gilmour        | 2:49    |  |
| 3.             | "On the Run"               | Waters Gilmour                            | Instrumental   | 3:45    |  |
| 4.             | "Time"                     | Waters Gilmour Wright Mason               | Gilmour Wright | 6:53    |  |
| 5.             | "The Great Gig in the Sky" | Wright Clare Torry                        | Clare Torry    | 4:44    |  |
| Duração total: | Duração total:             | Duração total:                            | Duração total: | 19:18   |  |

| Lado B         |                       |                      |                |         |  |
| N.º            | Título                | Música               | Vocais         | Duração |  |
| 1.             | "Money"               | Waters               | Gilmour        | 6:23    |  |
| 2.             | "Us and Them"         | Waters Wright        | Gilmour Wright | 7:49    |  |
| 3.             | "Any Colour You Like" | Gilmour Mason Wright | Instrumental   | 3:26    |  |
| 4.             | "Brain Damage"        | Waters               | Waters         | 3:46    |  |
| 5.             | "Eclipse"             | Waters               | Waters         | 2:12    |  |
| Duração total: | Duração total:        | Duração total:       | Duração total: | 23:36   |  |

## Créditos
Pink Floyd
- Roger Waters - baixo, vocal, guitarra, sintetizador VCS 3, efeitos gravados
- David Gilmour - guitarra, teclados, baixo, vocal, sintetizador VCS 3
- Nick Mason - percussão, bateria, efeitos gravados
- Richard Wright - teclados, vocal, sintetizador VCS 3

Músicos de Apoio
- Dick Parry - saxofone
- Lesley Duncan - vocal de apoio
- Doris Troy - vocal de apoio
- Barry St. John - vocal de apoio
- Liza Strike - vocal de apoio
- Clare Torry - vocal em "The Great Gig in the Sky"

### Técnicos de Produção
- Pink Floyd - produtor
- Peter James - assistente de engenheiro de som
- Chris Thomas - mixagem
- Alan Parsons - engenheiro de som

### Equipe de Produção Artística
- Hipgnosis - design, fotografia
- Storm Thorgerson - design das edições de 20º e 30º aniversário
- George Hardie - ilustrações, sleeve art
- Jill Furmanosky - fotografia
- David Sinclair - texto no relançamento do CD

## Paradas

### Tabelas semanais
| Parada (1973)                            | Posição |
| ---------------------------------------- | ------- |
| Australian Albums (Kent Music Report)    | 2       |
| Áustria (Ö3 Austria Top 40)              | 1       |
| Finnish Albums (Suomen virallinen lista) | 3       |
| Países Baixos (Dutch Charts)             | 2       |
| Alemanha (Offizielle Deutsche Charts)    | 3       |
| Italian Albums (Musica e dischi)         | 1       |
| Noruega (VG-lista)                       | 2       |
| Spanish Albums (AFE)                     | 3       |
| Reino Unido (UK Albums Chart)            | 2       |
| Estados Unidos (Billboard 200)           | 1       |
| US Top 100 Albums (Cash Box)             | 1       |